# Cordylomera filicornis
Cordylomera filicornis es una especie de escarabajo longicornio del género Cordylomera, tribu Phoracanthini, subfamilia Cerambycinae. Fue descrita científicamente por Duffy en 1952.

## Descripción
Mide 11-13 milímetros de longitud.

## Distribución
Se distribuye por Botsuana y Namibia.